# T-70
El T-70 era un tanque ligero empleado por el Ejército Rojo durante la Segunda Guerra Mundial, reemplazando tanto al T-60 en el papel de reconocimiento y al T-50 en el papel de apoyo a la infantería. El T-80 era una versión más avanzada del T-70 con una torreta de dos tripulantes y solo fue producido en cantidad muy limitada porque se canceló la producción de tanques ligeros. El cañón antiaéreo autopropulsado T-90 fue un prototipo armado con dos ametralladoras pesadas DShK, basado en el chasis del T-70.  

## Características
El T-70 estaba armado con un cañón L/46 Modelo 38 de 45 mm, con 45 proyectiles, y una ametralladora coaxial DT de 7,62 mm. El tanque era operado por un conductor y un comandante que se encargaba de apuntar, disparar y recargar el cañón. El blindaje del mantelete de la torreta tenía un espesor de 60 mm, 45 mm el del frente y los lados del casco, 35 mm en los lados de la torreta y la parte posterior del casco y 10 mm en el fondo del casco y su techo.

## Producción

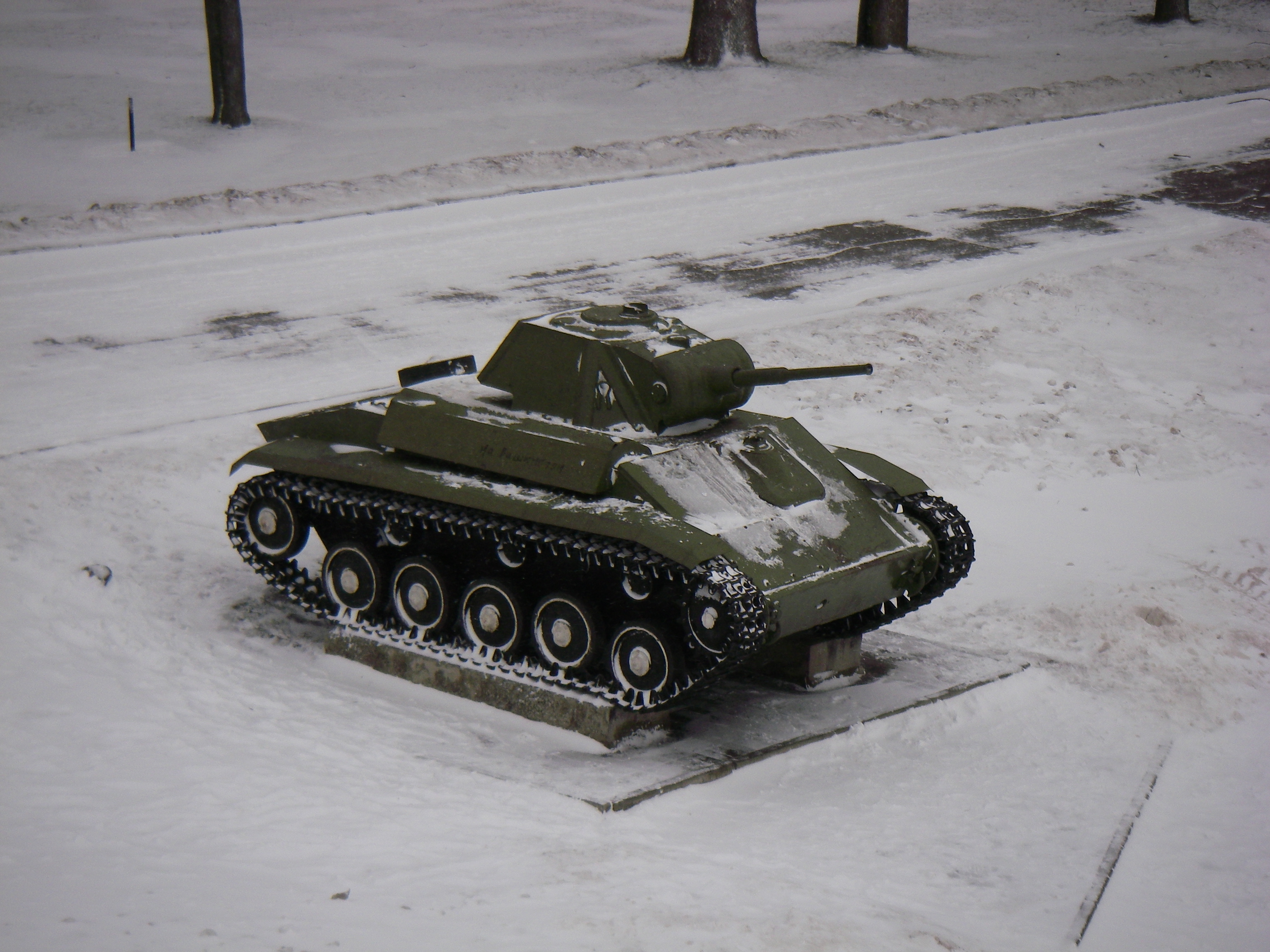
Un T-70 como monumento en Velikiy Novgorod.

Hacia 1942, los tanques ligeros eran considerados inadecuados por el Ejército Rojo, incapaces de seguir a los tanques medios T-34 y de penetrar el blindaje de la mayoría de tanques alemanes, pero podían ser producidos en pequeñas fábricas que no eran capaces de manipular las grandes piezas de los tanques medios y pesados. El T-70 fue un intento de remediar los defectos del tanque de exploración T-60, que tenía una pobre movilidad a campo través, blindaje delgado y un inadecuado cañón automático de 20 mm. Además reemplazó la muy reducida producción del tanque ligero de infantería T-50, que era más sofisticado pero también más complejo y costoso de producir.  
El T-70 fue diseñado por el equipo de Nikolai Astrov en la Fábrica Número 38 de Kirov.
El primer lote de tanques T-70 fue construido con un motor de automóvil GAZ-202 a cada lado del casco, cada uno impulsando sus respectivas orugas. Este montaje fue visto como un serio problema, incluso antes de que los primeros tanques fueran suministrados. Fue rápidamente rediseñado como el T-70M (a pesar de que continuaba siendo denominado T-70), con ambos motores en fila al lado derecho del tanque y una transmisión y diferencial normales. La torreta cónica fue reemplazada por una soldada, situada en el lado izquierdo del casco. 
Curiosamente, incluso después de que la línea de producción del T-70 fuese rediseñanda, el cañón autopropulsado SU-76 empezó a producirse con la misma disposición de dos motores asíncronos, por lo que todos fueron reenviados a la fábrica para ser reconstruidos como SU-76M. 
El T-70 entró en producción en marzo de 1942 en la Fábrica Número 37, y junto al T-60 en las fábricas GAZ y Número 38. Reemplazó completamente la producción del T-60 en septiembre de 1942, a pesar de que el tanque fue empleado hasta el final de la guerra. La producción terminó en octubre de 1943, con 8.226 unidades fabricadas.
En abril de 1942, las torretas cónicas de los primeros T-70 fueron reemplazadas con nuevas torretas soldadas. Los últimos T-70 producidos iban equipados con dos motores GAZ-203 de 85 hp y tenían un periscopio Mark 4 en lugar de una ranura de visión, entre otras mejoras.  
El T-70 quedó en servicio hasta 1948.

### Declive de los tanques ligeros

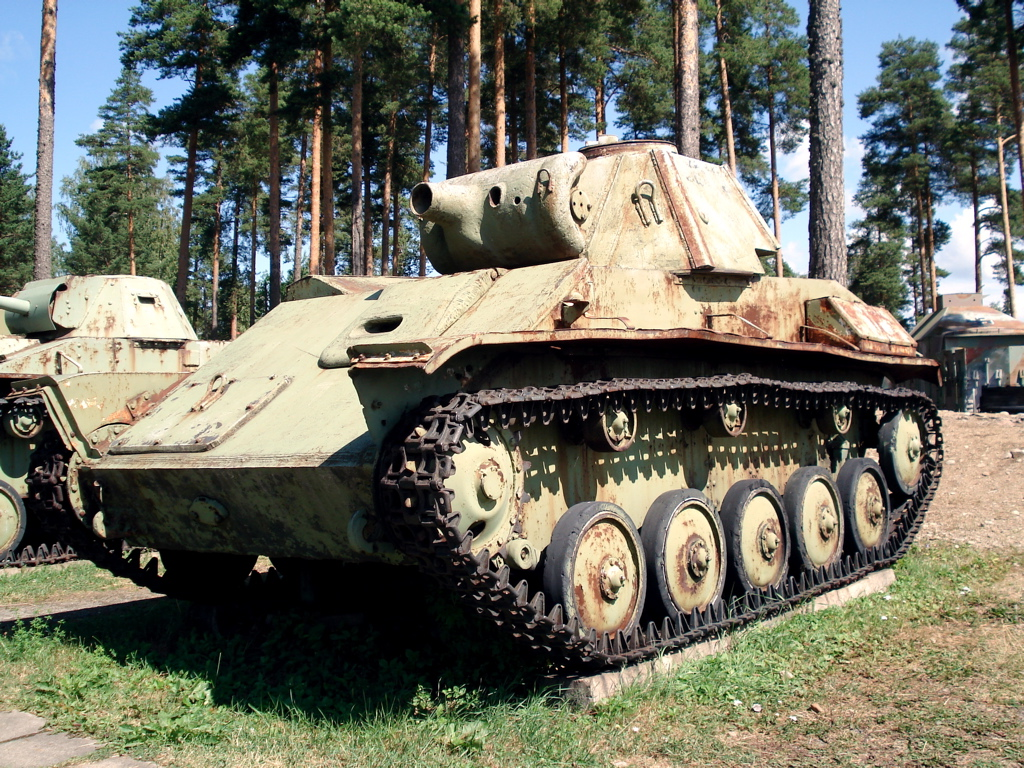
El T-70 del Museo de Tanques de Parola (este ejemplar perdió su cañón).

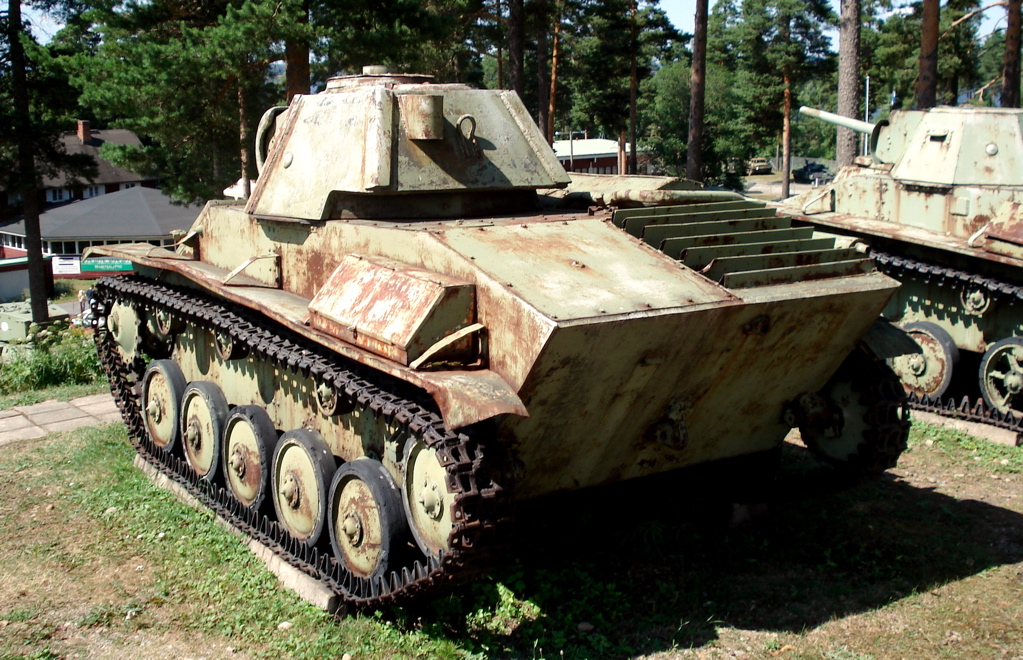
Otra vista del T-70, Museo de Tanques de Parola.

Los tanques ligeros soviéticos se hicieron obsoletos a través de la guerra debido a la pérdida de sus tres características como tanque: poder de fuego, movilidad y protección. Adicionalmente, la torreta con un solo tripulante del T-70 hacía casi imposible coordinar un pelotón de tanques, ya que los comandantes estaban ocupados en adquirir blancos, cargar y disparar el cañón principal y la ametralladora, además de dar órdenes al conductor.  
El rol del tanque de infantería ya era considerado obsoleto. El cañón autopropulsado SU-76 era más apropiado para apoyar a la infantería, ya que su cañón de 76,2 mm disparaba un proyectil de alto poder explosivo más grande. Los recursos industriales fueron redireccionados de los tanques ligeros a construir más cañones autopropulsados SU-76.  
En un intento de compensar, se diseñó el tanque ligero T-80. Este era una versión más robusta del T-70, equipada con una torreta de dos tripulantes. Pero había suficientes vehículos disponibles obtenidos a través del Lend-Lease para cumplir el papel de reconocimiento de los tanques ligeros, mientras que los automóviles blindados eran más aptos para exploración y enlace. Toda la producción de tanques ligeros fue cancelada en octubre de 1943, luego de haberse construido solo 120 T-80. Durante la guerra no se fabricaron más tanques ligeros.
En noviembre de 1943 se reorganizaron las unidades de tanques del Ejército Rojo: los tanques ligeros fueron reemplazados por el T-34 y los nuevos T-34-85, que comenzaron a producirse al mes siguiente. Los tanques ligeros continuaron siendo usados en unidades de artillería autopropulsada y algunas otras.
Los soviéticos comenzaron a desarrollar un tanque ligero anfibio en 1945, resultando en el PT-76 de posguerra, introducido en 1954.

## Historial de combate

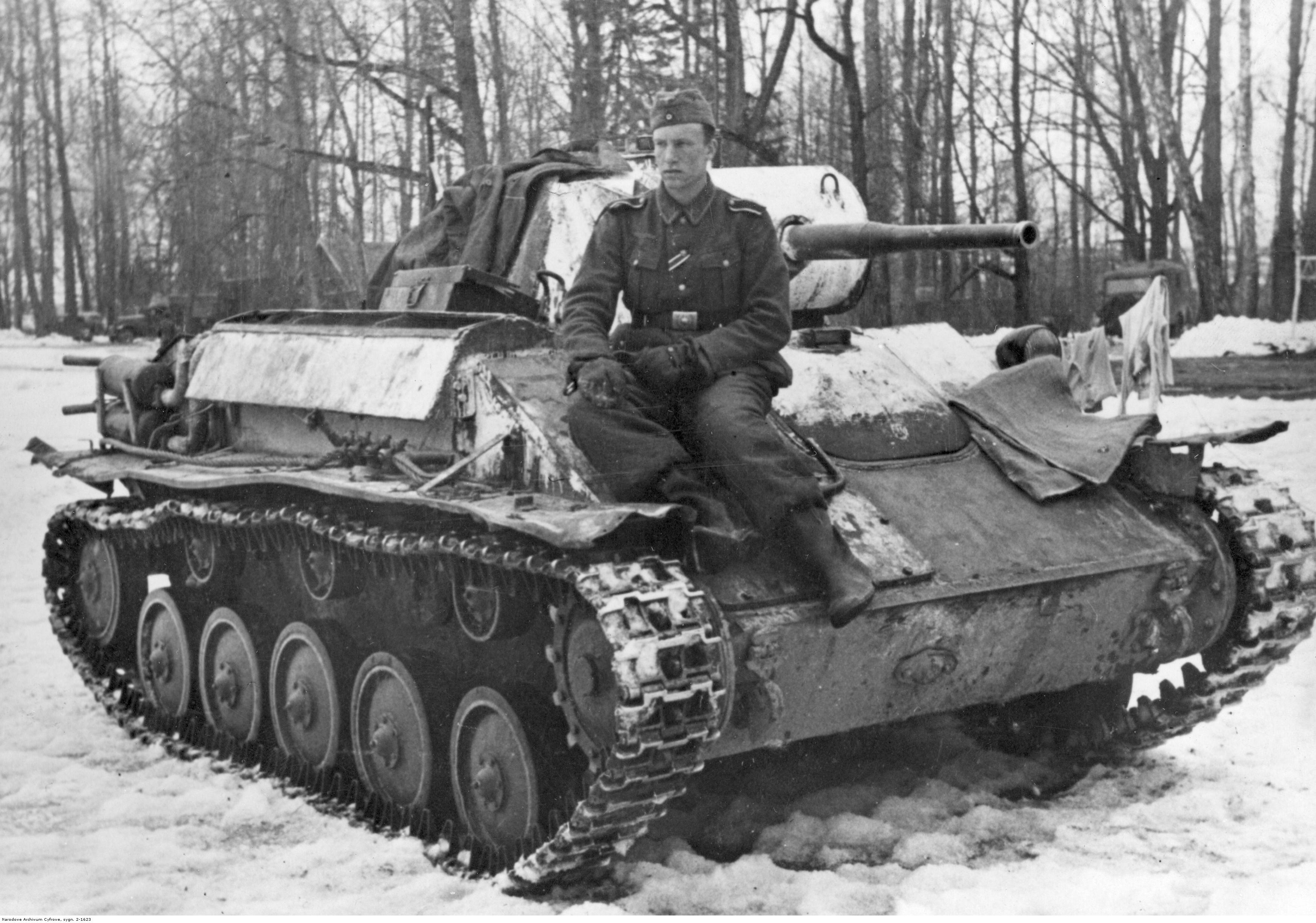
El líder de pelotón Hans Hoff se sienta en un tanque soviético T-70 capturado.

El 26 de marzo de 1944, el Sargento Alexander Pegov del 3.er Ejército de tanques de la Guardia, al mando de un T-70, vio una columna de aproximadamente 18 tanques alemanes que se aproximaban. Posicionó su tanque para una emboscada ocultándolo en el follaje y esperó. Después de que un tanque Panther estuviera a una distancia de entre 150 y 200 metros, el T-70 abrió fuego con proyectiles antiblindaje, incendiando un Panther e inmovilizando a otro. Los tanques puestos fuera de combate bloquearon el camino, mientras que el T-70 se retiraba. Pegov fue ascendido a Teniente y condecorado como Héroe de la Unión Soviética.
El 6 de julio de 1943, el T-70 al mando del Teniente B. V. Pavlovich de la 49.ª Brigada de tanques de la Guardia, destruyó 4 tanques alemanes (3 Panzer IV y 1 Panther) cerca de la aldea de Pokrovka.

## Cañón antiaéreo autopropulsado T-90
La Unión Soviética no tenía cañones antiaéreos autopropulsados al inicio de la Segunda Guerra Mundial. En 1942 apareció el primer diseño de un vehículo antiaéreo, cuando se construyó una torreta armada con una batería de dos ametralladoras DShK y miras ópticas para montarse en el tanque T-60. Mientras tanto, el T-70 ya estaba disponible y fue adoptado como base para el cañón antiaéreo autopropulsado T-90. El programa fue cancelado en 1943, a favor del cañón antiaéreo autopropulsado ZSU-37 de 37 mm, construido a partir de un chasis de SU-76. El ZSU-37 estaba armado con un cañón automático M1939.